# Віковий дуб (Павлоградський район)
Віковий дуб — ботанічна пам'ятка природи місцевого значення. Пам'ятка природи розташована в Павлоградському районі Дніпропетровської області, Кочерізьке лісництво кв. 9.
Площа — 0,3 га, створено у 1974 році.